# Liste von Sakralbauten im Rhein-Sieg-Kreis

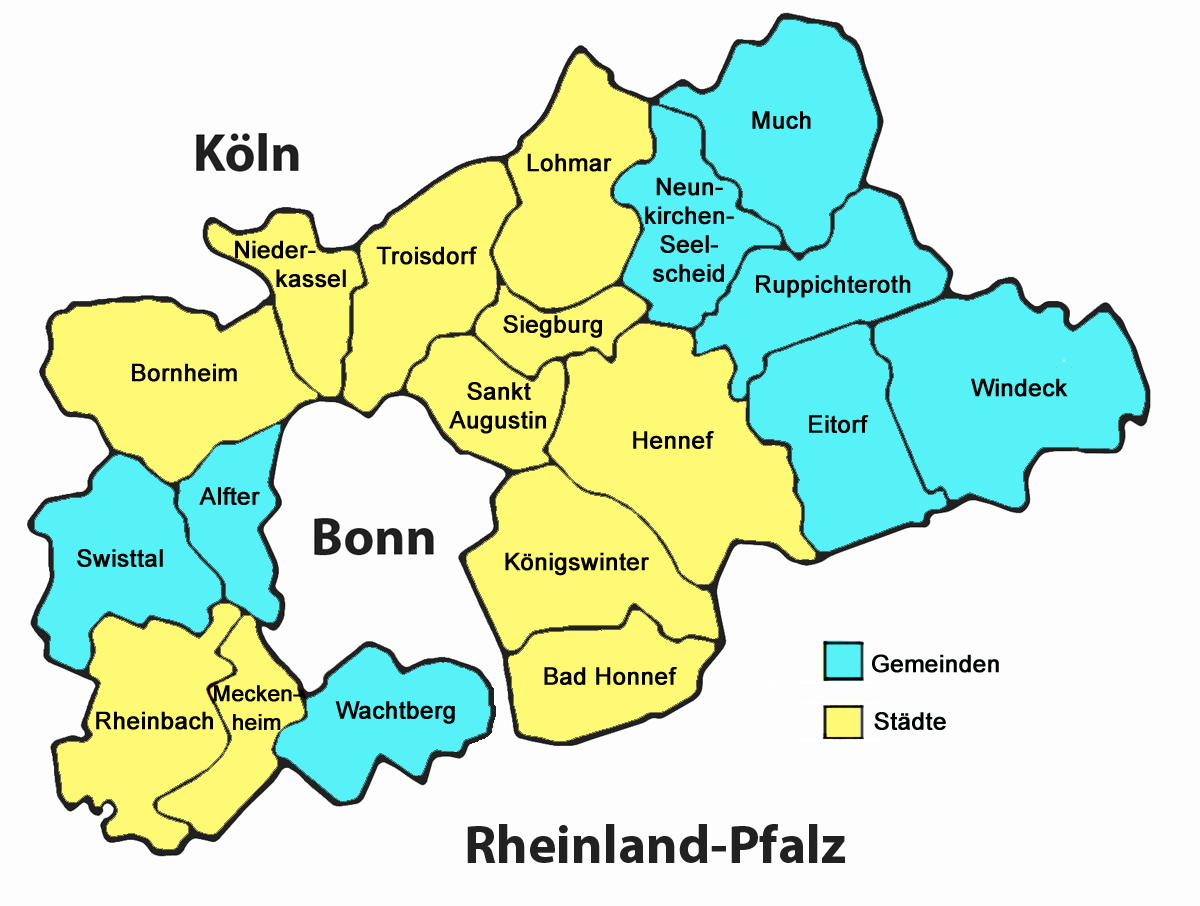
Rhein-Sieg-Kreis

Die Liste von Sakralbauten im Rhein-Sieg-Kreis untergliedert sich in:
- Liste von Sakralbauten in Alfter
- Liste von Sakralbauten in Bad Honnef
- Liste von Sakralbauten in Bornheim
- Liste von Sakralbauten in Eitorf
- Liste von Sakralbauten in Hennef (Sieg)
- Liste von Sakralbauten in Königswinter
- Liste von Sakralbauten in Lohmar
- Liste von Sakralbauten in Meckenheim
- Liste von Sakralbauten in Much
- Liste von Sakralbauten in Neunkirchen-Seelscheid
- Liste von Sakralbauten in Niederkassel
- Liste von Sakralbauten in Rheinbach
- Liste von Sakralbauten in Ruppichteroth
- Liste von Sakralbauten in Sankt Augustin
- Liste von Sakralbauten in Siegburg
- Liste von Sakralbauten in Swisttal
- Liste von Sakralbauten in Troisdorf
- Liste von Sakralbauten in Wachtberg
- Liste von Sakralbauten in Windeck